# Synneuron decipens
Synneuron decipens är en tvåvingeart som beskrevs av Roger A. Hutson 1977. Synneuron decipens ingår i släktet Synneuron och familjen reliktmyggor. Inga underarter finns listade i Catalogue of Life.